# Balogh Péter (szobrász)
Balogh Péter (Micske, 1920. július 30. – Bukarest, 1994. március 4.) romániai magyar szobrászművész. 1941-ben a Nagybányai művésztelep növendéke volt.

## Életpályája, munkássága
Budapesten az iparművészeti (1941–43), Bukarestben a képzőművészeti főiskola szobrászati szakosztályán (1948–53) végezte tanulmányait. Bukarestben élt, s nemcsak itt, hanem külföldön is bemutatkozott kiállításaival (Milánó 1969; Uppsala, Párizs 1972). Munkáinak jellemzője – saját szavaival – a „jelképes, gondolatfakasztó, áttételes ábrázolás”.
Előszeretettel örökítette meg az irodalom és művészet jeles egyéniségeit, munkái közt szoborral Petőfi (bronz, 1954, 1958), Ady (műkő, 1956), Ion Creangă (műkő, 1956), József Attila (gipsz, 1958), Csokonai (diófa, 1959), Bartók (ólom, 1961) és Benedek Elek (gipsz, 1972), művészi éremmel Jakó Zsigmond Pál (1978), Lőrinczi László, Demény Lajos, Eugen Jebeleanu (1979) szerepel; bronzérmet készített Bethlen Gábor halálának 350. évfordulójára (1979). 1987-ben Szilágyi András építész közreműködésével felállították Szimbólum c. szobrát Budapesten.